# 姆濟姆塔河

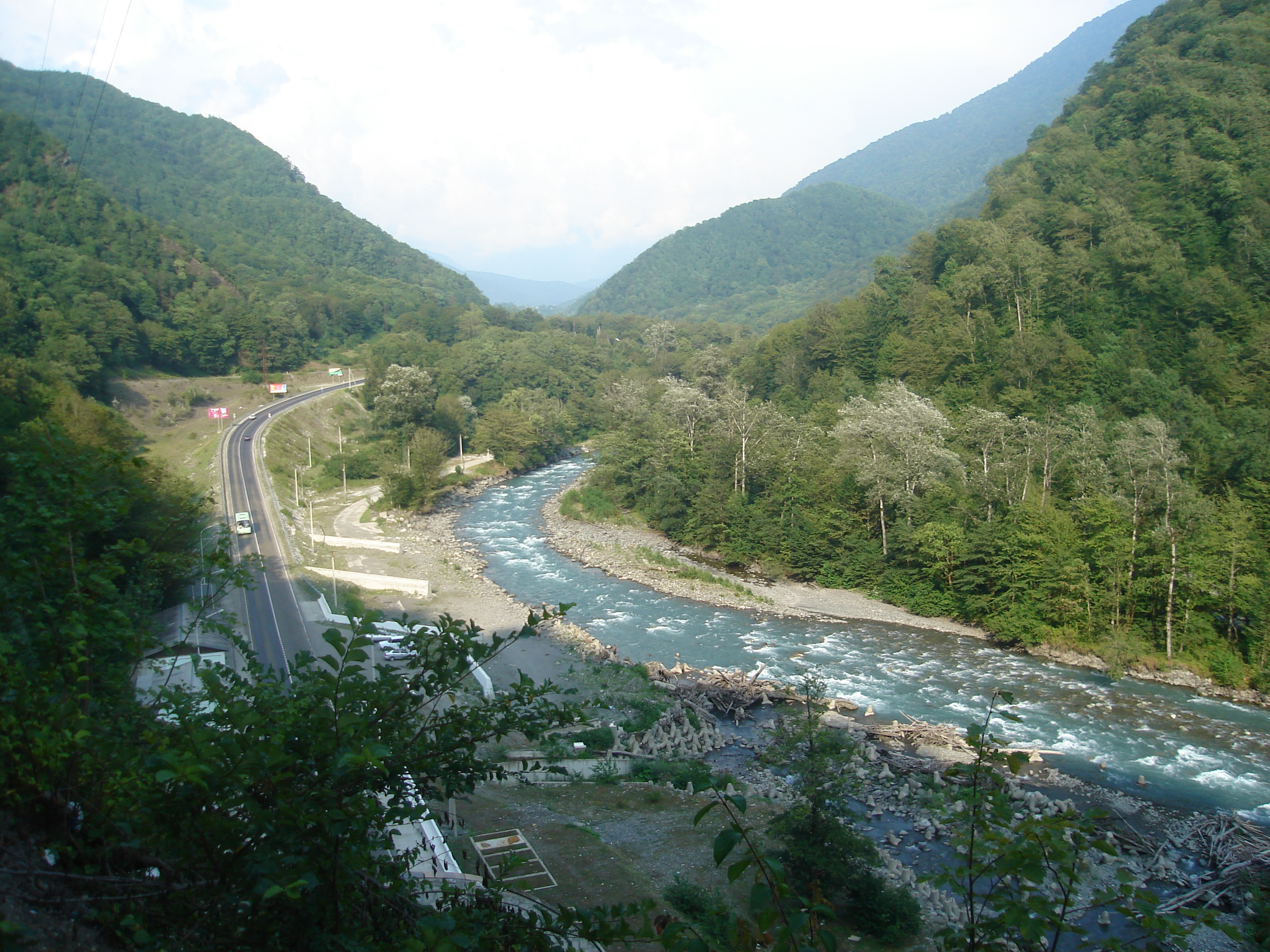

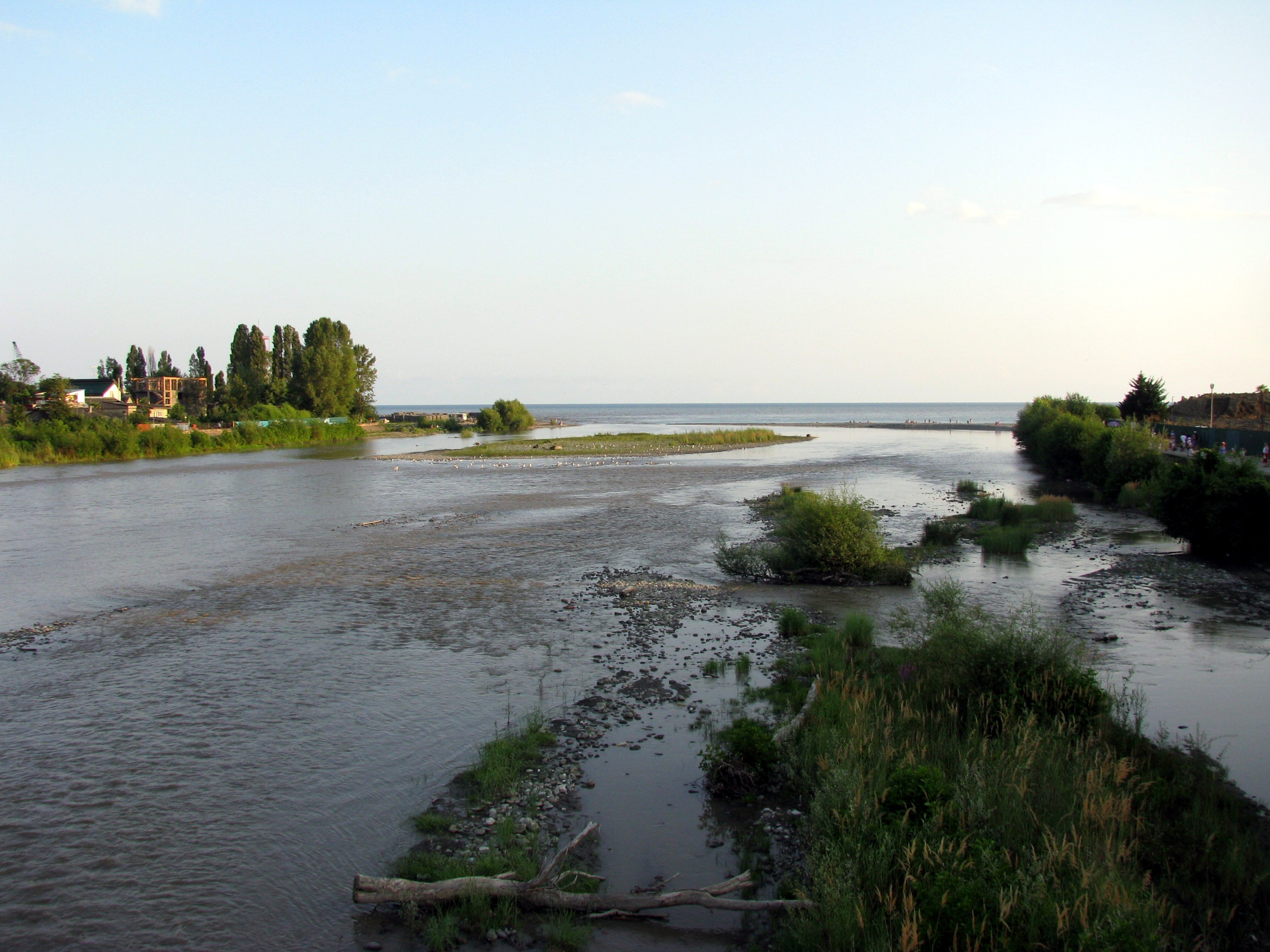

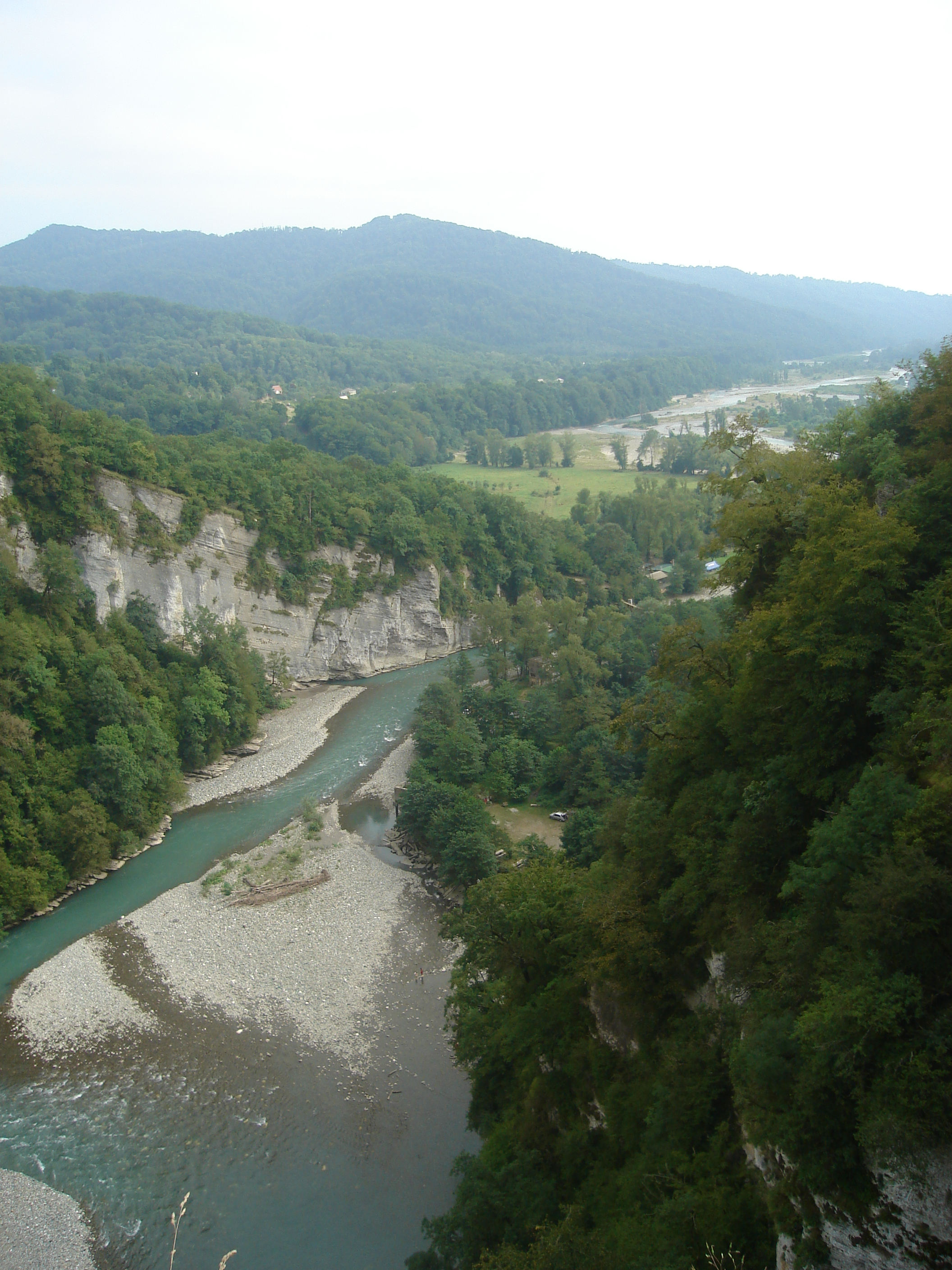

姆濟姆塔河是俄羅斯的河流，位於克拉斯諾達爾邊疆區內，是流入黑海的俄羅斯河流中最大的一条，發源自海拔2,980米的大高加索地區，河道全長89公里，流域面積885平方公里，河畔城鎮有索契。